# Rikskommissariatet Moskovien
Rikskommissariatet Moskovien (RKM; tyska: Reichskommissariat Moskowien) var den civila ockupationsregim som Nazityskland avsåg införa i centrala och norra europeiska Ryssland under andra världskriget, en av flera liknade rikskommissariat. Det var känt från början som Rikskommissariatet Ryssland. Siegfried Kasche var den föreslagna rikskommissarien, men på grund av Wehrmachts misslyckande att ockupera de territorier som var avsedda att bilda rikskommissariatet, förblev det bara på pappret.

## Bakgrund
Nazitysklands avsikt var att förgöra Ryssland permanent, på grund av den judebolsjevismiska konspirationsteorin och nazistiska rasbiologiska teorier med avseende på slaver. Adolf Hitlers Lebensraum-politik, uttryckt i Mein Kampf, var att fördriva de ryska invånarna – vilket skulle utföras av andra slaver i Polen och större delen av Östeuropa – och att antingen fördriva de flesta slavarna bortom Uralbergen eller fängsla eller avrätta dem. Enligt Generalplan Ost skulle tysk bosättning uppmuntras.
När kampanjen mot Sovjetunionen avancerade österut skulle de ockuperade områdena gradvis överföras från militär till civil administration. Hitlers slutgiltiga beslut om dess administration innebar att de nya östra territorierna delades upp i fyra rikskommissariat för att förgöra Ryssland som en geografisk enhet, genom att dela upp det i mindre områden. Dessa nya rikskommissariat skulle vara under överinseende av Reichsleiter Alfred Rosenberg som chef för Riksministeriet för de ockuperade östområdena. Ledarna för dessa provinser, rikskommissarierna, var direkt underordnade till Hitler själv och endast ansvariga inför honom. Erövrade områden i större delen av det egentliga Ryssland skulle till en början bli ett Reichskommissariat Russland (Rysslands rikskommissariat) enligt Rosenbergs planer, även om detta senare ändrades till Moskovien informellt även känt som Moskau (Moskva). De östra distrikten ansågs vara de svåraste att administrera av de erövrade områdena. Som en konsekvens skulle de hanteras från de regionala huvudstäderna och direkt av den tyska regeringen i Berlin.
Planerna fullbordades aldrig eftersom den tyska militärens planer på att inta Moskva och centrala Ryssland i "Operation Tyfon" misslyckades. Överföringen av erövrade områden till nazistiskt civilstyre uteblev i samband med detta.

## Territoriell planering
Den tänkta provinsen omfattade större delen av det europeiska Ryssland mellan Uralbergen (liksom några distrikt öster om det, inklusive staden Sverdlovsk) och dess gränser mot Finland, de baltiska staterna, Belarus och Ukraina. De ryska delarna av Kaukasusregionen skulle kontrolleras av ett separat "Rikskommissariatet Kaukasien", medan resten av södra Ryssland skulle integreras i Rikskommissariatet Ukraina för dess avsedda förlängning österut mot gränsen till Kazakstan. Områden som uteslöts var områdena Pskov, Smolensk och Leningrad (inkluderade i Rikskommissariatet Ostland), samt östra Karelen och Kolahalvön, som utlovades till Tysklands allierade Finland år 1941 för dess bidrag till erövringen av öst. Det skulle därför omfatta mer eller mindre samma landområden som en gång var under kontroll av den medeltida staten "Muscovy". Dess slutliga territorium skulle i väster avgränsas av Rikskommissariatet Ostland och gränsen mot Finland, i norra Ishavet, i öster av Uralbergen och Uralfloden och i söder av det kraftigt utvidgade Rikskommissariatet Ukraina.
De planerade administrativa underavdelningarna av provinsen var till stor del baserade på de redan existerande ryska oblasterna, och var planerade i Leningrad, Gorki, Tula, Moskva, Kazan, Kirov, Molotov och Ufa.
Den administrativa huvudstaden föreslogs preliminärt som Moskva, den ryska statens historiska och politiska centrum. När de tyska arméerna närmade sig den sovjetiska huvudstaden i "Operation Typfon" hösten 1941, bestämde Hitler att Moskva, liksom Leningrad och Kiev, skulle jämnas med jorden och dess 4 miljoner invånare dödas.
Efter detta skulle Moskva täckas av en stor konstgjord sjö som permanent skulle sänka den, genom att öppna slussarna i "Moskva-Volga-kanalen". Under framryckningen mot Moskva fick Otto Skorzeny i uppdrag att ockupera dessa dammstrukturer.
Under en konferens den 16 juli 1941 uttalade Hitler sina personliga önskemål om uppdelningen av de östliga territorierna som skulle förvärvas för Tyskland. Krimhalvön, tillsammans med ett stort inland i norr som omfattade mycket av södra Ukraina, skulle rensas från alla befintliga utlänningar och uteslutande bosättas av tyskar (som med Schutzstaffels Wehrbauer-förslag) som skulle bli rikets territorium (en del av Tyskland). Den tidigare österrikiska delen av Galicien skulle behandlas på liknande sätt. Dessutom skulle de baltiska staterna, "Volga-kolonin" och Baku-distriktet (som en militär eftergift) också annekteras till riket.
Till en början hade planerna antagit en östlig gräns vid "A-A-linjen", en tänkt gräns som löper längs floden Volga mellan de två städerna Archangelsk och Astrakhan. Eftersom det förväntades långt före operationen att Sovjetunionen med all sannolikhet inte skulle besegras inom rimlig tid med militära medel, trots att det reducerades till ett mycket svagt tillstånd, skulle flygbombning utföras. Emellertid saknades dock en strukturerad strategisk bombplanskonstruktion i Luftwaffes arsenal för att utföra sådana räder — mot de återstående industricentrum som fanns längre österut.

## Politiskt ledarskap
Rosenberg hade till en början föreslagit Erich Koch, ökänd även bland nazisterna som en särskilt brutal ledare, som rikskommissarie för provinsen den 7 april 1941.
| ”                                                 | Denna ockupation kommer verkligen att vara helt annorlunda än de i Östersjöprovinserna, i Ukraina och i Kaukasus. Den kommer att vara inriktad på förtrycket av alla ryska eller bolsjevistiska motstånd och kräver en absolut hänsynslös personlighet, inte bara från den militära representationens sida utan också från det potentiella politiska ledarskapet. De resulterande uppgifterna behöver inte registreras | „ |
| – Alfred Rosenberg, memo daterat den 7 april 1941 | |   |

Koch avvisade sin nominering i juni samma år och fick senare kontroll över Rikskommissariatet Ukraina istället. Hitler föreslog Wilhelm Kube som ett alternativ, men detta avvisades efter att Hermann Göring och Rosenberg ansåg honom vara för gammal för tjänsten (Kube var då i mitten av femtioårsåldern), och istället anvisade honom till Belarus. SA-Obergruppenführer Siegfried Kasche, det tyska sändebudet i Zagreb, valdes istället. Hamburgs senator och SA-general Wilhelm von Allwörden erbjöd sig själv att bli nominerad till "Kommissionär för ekonomiska frågor" för Moskvaområdet. Kasches nominering motsattes av Heinrich Himmler, som ansåg Kasches SA-bakgrund som ett problem och karakteriserade honom för Rosenberg som "en man som håller sig till skrivbordet, och är inte på något sätt energisk eller stark, utan en uttalad fiende till SS".
Erich von dem Bach-Zalewski blev senare den regionala högre SS- och polisledaren, och var redan tilldelad "Armégrupp Mitte" som HSSPF-Russland-Mitte (Centralryssland) för detta ändamål. Odilo Globocnik, dåvarande SS- och polisledaren i Lublin, skulle leda generalkommissariatet Sverdlovsk, det östligaste distriktet i Moskowien. Rosenberg föreslog Wolf-Heinrich Graf von Helldorf som Hauptkommissar för Yaroslavl-distriktet.